# Paracimex
Paracimex is een geslacht van wantsen uit de familie van de Cimicidae (Bedwantsen). Het geslacht werd voor het eerst wetenschappelijk beschreven door Kiritshenko in 1913.

## Soorten
Het genus bevat de volgende soorten:

- Paracimex africanus Ledger & Kritzinger, 1974
- Paracimex avium Kiritshenko, 1913
- Paracimex borneensis Usinger, 1959
- Paracimex caledoniae Ferris & Usinger, 1957
- Paracimex capitatus Usinger, 1966
- Paracimex chaeturus Ueshima, 1968
- Paracimex gerdheinrichi (Eichler, 1942)
- Paracimex ignotus Usinger, 1966
- Paracimex inflatus Ueshima, 1968
- Paracimex lamellatus Ferris & Usinger, 1957
- Paracimex philippinensis Usinger, 1959
- Paracimex reductus Usinger, 1966
- Paracimex setosus Ferris & Usinger, 1957